# 青池町
青池町（あおいけちょう）は、愛知県名古屋市熱田区の地名。現行行政地名は青池町1丁目から青池町3丁目。住居表示未実施。

## 地理
名古屋市熱田区北西部に位置する。東は比々野町、西は切戸町、南は中出町、北は千代田町に接する。

## 歴史

### 町名の由来
野立町の小字名「東青池」「西青池」による。当地周辺はかつては農業が盛んな地域あったためため池が多く点在した。そのため「青池（あおいけ）」は「多池（おおいけ）」の転訛との説がある。

### 行政区画の沿革
- 1936年（昭和11年）5月1日 - 南区野立町の一部により、同区青池町として成立[1]。
- 1937年（昭和12年）
  - 7月14日 - 南区野立町および熱田西町の各一部を編入する[1]。
  - 10月1日 - 中川区に編入され、同区青池町となる[1]。
- 1944年（昭和19年）2月11日 - 熱田区に編入され、同区青池町となる[1]。
- 1952年（昭和27年）3月25日 - 熱田西町および野立町の各一部を編入する[1]。

### 主な出来事
- 1960年（昭和35年）2月24日 - 町内の木型工場から出火。工場と住宅が全焼、死者8人、軽傷者5人[5]。

## 世帯数と人口
2018年（平成30年）12月1日現在の世帯数と人口は以下の通りである。
| 町丁   | 世帯数  | 人口  |
| ------ | ------- | ----- |
| 青池町 | 452世帯 | 861人 |

### 人口の変遷
国勢調査による人口および世帯数の推移。
| 1995年（平成7年）  | 472世帯 1171人 |  |
| 2000年（平成12年） | 451世帯 1125人 |  |
| 2005年（平成17年） | 459世帯 1034人 |  |
| 2010年（平成22年） | 442世帯 951人  |  |
| 2015年（平成27年） | 439世帯 897人  |  |

## 学区
市立小・中学校に通う場合の学校等は以下の通りとなる。また、公立高等学校に通う場合の学区は以下の通りとなる。
| 番・番地等 | 小学校               | 中学校                 | 高等学校 |
| ---------- | -------------------- | ---------------------- | -------- |
| 全域       | 名古屋市立野立小学校 | 名古屋市立日比野中学校 | 尾張学区 |

## 施設
- 真宗大谷派歓喜寺[2]
- 名古屋市立野立小学校[2]

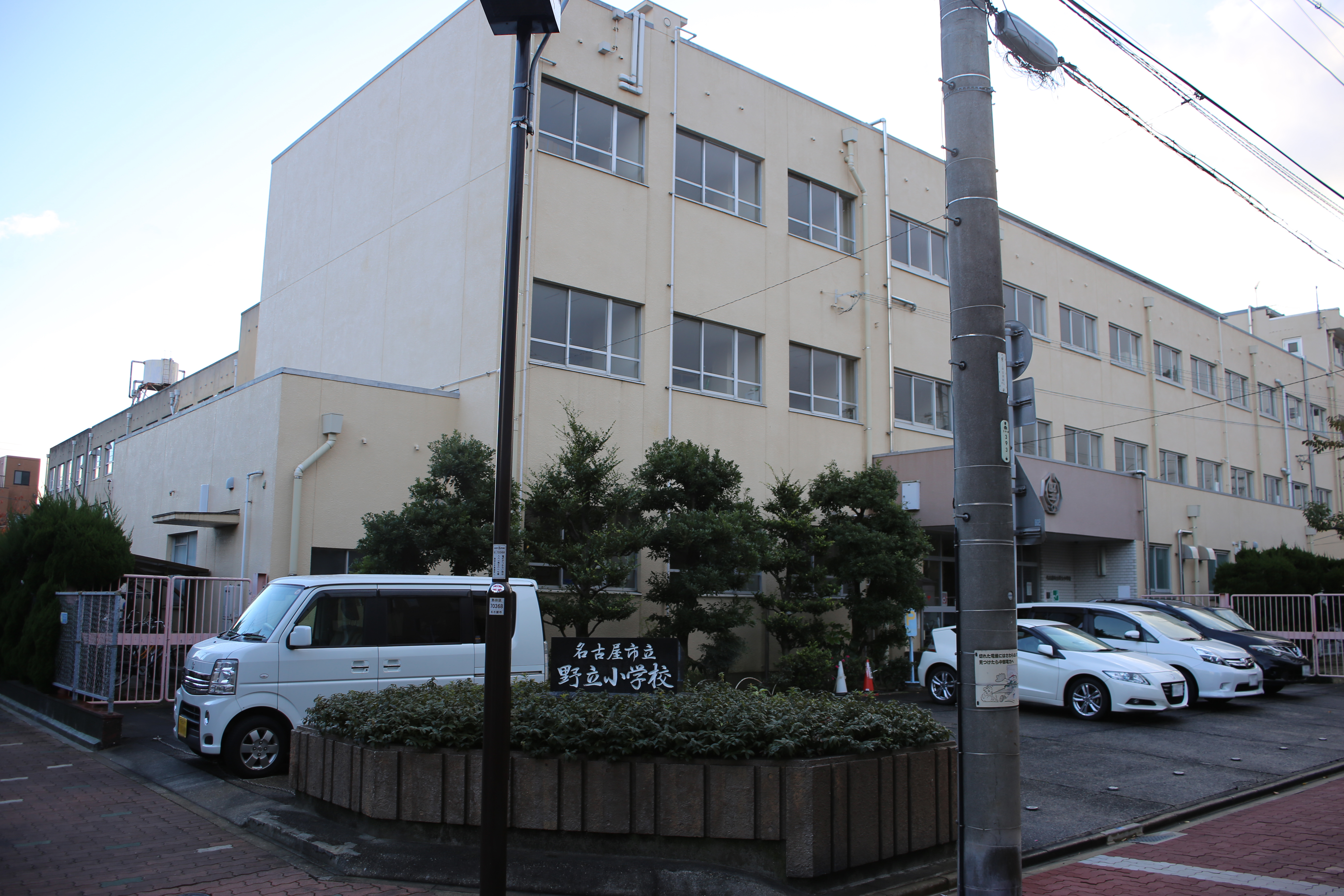
名古屋市立野立小学校（2017年11月）

## その他

### 日本郵便
- 郵便番号 : 456-0075[WEB 3]（集配局：熱田郵便局[WEB 13]）。

### WEB
1. 1 2  “愛知県名古屋市熱田区の町丁・字一覧”.   人口統計ラボ. 2017年7月23日閲覧。
2. 1 2  “町・丁目(大字)別、年齢(10歳階級)別公簿人口(全市・区別)”.   名古屋市 (2018年12月20日). 2019年1月6日閲覧。
3. 1 2  “郵便番号”.  日本郵便. 2019年1月6日閲覧。
4. ↑  “市外局番の一覧”.   総務省. 2019年1月6日閲覧。
5. ↑  名古屋市役所市民経済局地域振興部住民課町名表示係 (2015年10月21日). “熱田区の町名一覧”.   名古屋市. 2017年7月23日閲覧。
6. ↑  総務省統計局 (2014年3月28日). “平成7年国勢調査の調査結果(e-Stat) - 男女別人口及び世帯数 －町丁・字等” (CSV). 2021年7月20日閲覧。
7. ↑  総務省統計局 (2014年5月30日). “平成12年国勢調査の調査結果(e-Stat) - 男女別人口及び世帯数 －町丁・字等” (CSV). 2021年7月20日閲覧。
8. ↑  総務省統計局 (2014年6月27日). “平成17年国勢調査の調査結果(e-Stat) - 男女別人口及び世帯数 －町丁・字等” (CSV). 2021年7月21日閲覧。
9. ↑  総務省統計局 (2012年1月20日). “平成22年国勢調査の調査結果(e-Stat) - 男女別人口及び世帯数 －町丁・字等” (CSV). 2021年7月21日閲覧。
10. ↑  総務省統計局 (2017年1月27日). “平成27年国勢調査の調査結果(e-Stat) - 男女別人口及び世帯数 －町丁・字等” (CSV). 2021年7月21日閲覧。
11. ↑  “市立小・中学校の通学区域一覧”.   名古屋市 (2018年11月10日). 2019年1月14日閲覧。
12. ↑  “平成29年度以降の愛知県公立高等学校（全日制課程）入学者選抜における通学区域並びに群及びグループ分け案について”.   愛知県教育委員会 (2015年2月16日). 2019年1月14日閲覧。
13. ↑  郵便番号簿 平成29年度版 - 日本郵便. 2019年01月06日閲覧 (PDF)

### 書籍
1. 1 2 3 4 5 6  名古屋市計画局 1992, p. 815.
2. 1 2 3 4  「角川日本地名大辞典」編纂委員会 1989, p. 1443.
3. ↑  名古屋市計画局 1992, p. 415.
4. 1 2  『碑・ひと・地名 : 熱田の歴史風土を語る』名古屋市熱田区役所区民室広報広聴係編、名古屋市熱田区役所、1990年、巻末資料より
5. ↑  日外アソシエーツ編集部編 編『日本災害史事典 1868-2009』日外アソシエーツ、2010年、142頁。ISBN 9784816922749。